# Климат Находки
Климат Находки — умеренно муссонный, испытывающий сильное влияние Тихого океана.
Воздействие моря проявляется преимущественно в тёплое время года, когда ветер меняет направление, и на материк устремляются влажные массы морского воздуха, приносящие с собой туманы и дожди. Во второй половине лета, вслед за нарастающим прогревом Японского моря муссон начинает обеспечивать город защитой от дискомфортных холодных ночей, столь характерных для большинства азиатских городов России. В этот же период наиболее высоких температур (выше 20 °C) как воздуха так и моря открыт купальный сезон. Лето отличается высокой влажностью воздуха. Летом и осенью выпадает около 70 % осадков от годовой нормы, зимой — около 10 %. В июле-сентябре на город нередко обрушиваются тайфуны, наносящие материальный ущерб обильными осадками и наводнениями. Летом преобладают юго-восточный ветер, зимой — северо-восточный. Зимой господствует сухой и охлаждённый воздух Сибирского антициклона.    Метеонаблюдение ведётся с 1864 года, непрерывное — с 1931 года.

## Общая характеристика
Находка находится южнее Сочи и Крыма, но климат намного суровее, однако же по меркам Азиатской части России климат города и его окрестностей весьма теплый. Средняя температура в январе — около −10 °C (что соответствует температурному режиму зимой в заполярном Мурманске), в августе — около +21 °C (как в Белгороде). Среднегодовая температура — почти 7 °C (в Сочи — 14 °C). Несмотря на то, что Находка географически находится рядом с Владивостоком, микроклимат городов несколько отличается. Зимой в Находке почти всегда теплее на 1—3 °C (во время самых сильных морозов разница может доходить до 5—8 °C), поскольку город частично защищён Ливадийским хребтом от самых холодных северо-западных ветров. Также в начале лета меньше туманов. Особенность климата Находки заключается в том, что умеренный морской климат характерен для узкой прибрежной полосы. Стоит поздней весной или летом перевалить за окружающие сопки и отъехать несколько десятков километров, можно попасть в зону континентального климата, где дневные температуры летом часто превышают +30 °C. Значительное влияние на климат Находки оказывает морское течение, несущее холодные воды Охотского моря через Татарский пролив вдоль побережья Приморского края.
Самый продолжительный безморозный период (за 1983—2007гг) был в 2003 году и составил 230 дней. В тот год последний заморозок был 21 марта, а первый осенью — 4 ноября. Самый же короткий период без отрицательных температур был в 1991г и составил 186 дней, тогда последний заморозок был 20 апреля, первый же осенью — 24 октября.
Продолжительность периода со среднесуточной температурой воздуха выше 0 °C составляет в среднем 250—260 дней. Вегетационный период длится 180—190 дней.
Находка - очень солнечный город, превосходящий по количеству ежегодных часов солнечного сияния такие города как Черноморская Анапа и Крымский Севастополь, но  в летние месяцы по этому показателю им значительно уступает.  Продолжительность светового дня меняется от 9 часов 1 минуты в зимнее солнцестояние до 15 часов 20 минут в летнее солнцестояние.
| Солнечное сияние, часов за месяц. | Солнечное сияние, часов за месяц. | Солнечное сияние, часов за месяц. | Солнечное сияние, часов за месяц. | Солнечное сияние, часов за месяц. | Солнечное сияние, часов за месяц. | Солнечное сияние, часов за месяц. | Солнечное сияние, часов за месяц. | Солнечное сияние, часов за месяц. | Солнечное сияние, часов за месяц. | Солнечное сияние, часов за месяц. | Солнечное сияние, часов за месяц. | Солнечное сияние, часов за месяц. | Солнечное сияние, часов за месяц. |
| Янв                               | Фев                               | Мар                               | Апр                               | Май                               | Июн                               | Июл                               | Авг                               | Сен                               | Окт                               | Ноя                               | Дек                               | Год                               |                                   |
| 203                               | 212                               | 210                               | 202                               | 205                               | 178                               | 167                               | 187                               | 208                               | 213                               | 191                               | 192                               | 2368                              |                                   |
| --------------------------------- | --------------------------------- | --------------------------------- | --------------------------------- | --------------------------------- | --------------------------------- | --------------------------------- | --------------------------------- | --------------------------------- | --------------------------------- | --------------------------------- | --------------------------------- | --------------------------------- | --------------------------------- |

| Город       | Среднегодовая температура | Сумма солнечной радиации | Среднегодовая температура воды | Норма осадков | Скорость ветра |
| ----------- | ------------------------- | ------------------------ | ------------------------------ | ------------- | -------------- |
| Москва      | 5,8 °C                    | 993,5 кВт⋅ч/м²           | -                              | 713 мм        | 2,3 м/с        |
| Хабаровск   | 2,2 °C                    | 1347,8 кВт⋅ч/м²          | -                              | 686 мм        | 2,9 м/с        |
| Владивосток | 4,6 °C                    | 1358,5 кВт⋅ч/м²          | 8,9 °C                         | 826 мм        | 6,2 м/с        |
| Находка     | 6,8 °C                    | 1453,1 кВт⋅ч/м²          | 7,3 °C                         | 860 мм        | 6,0 м/с        |
| Сочи        | 15,0 °C                   | 1461,6 кВт⋅ч/м²          | 15,7 °C                        | 1644 мм       | 1,9 м/с        |

## Времена года

### Зима
Зима, как и во всём Южном Приморье, обычно очень солнечная, морозная,  осадки редки, в основном в виде снега, иногда случаются оттепели. Ветра зимой в основном северные, северо-восточные и восточные, чаще умеренные. Снег выпадает редко, но чаще в большом количестве. Находка находится на 42-й широте, поэтому из-за высокой солнечной радиации снег относительно быстро сублимируется, но в тени и в лесных массивах может лежать до весны. В самые холодные предрассветные часы температура в среднем держится на уровне −8 …−18 °C, очень редко, не каждую зиму опускается ниже -20 °C. В самые же тёплые послеполуденные часы температура обычно около −3 … −10 °C . Уже в феврале частые оттепели напоминают о приближении весны. Климатическая зима длится около 123 дней (с 16 ноября по 18 марта), а средний дневной максимум ниже нуля с 1 декабря по 26 февраля. Для сравнения – во Владивостоке климатическая зима длится 130 дней, а в Москве – 132 дня.

### Весна
В целом весна в Находке холодная и сухая. Весеннее потепление наступает в начале марта с отступления Сибирского антициклона. Первая половина сезона сухая, снег выпадает редко и быстро тает. В солнечный день температура на солнечной стороне и в тени может отличаться до 10 °C. Также характерны резкая смена погоды и температуры. Заморозки заканчиваютя в среднем (за период 1983-2007гг) 14 апреля, хотя возможны отклонения ± 12 дней. Накопленный лёд на ручьях в тени может сохраняться до середины мая. В мае город оказывается под влиянием антициклона из Охотского моря, который замедляет рост температуры воздуха. Циклоны весной редки.

### Лето
Лето тёплое и влажное, дождливое, но часты и засушливые периоды. В первой половине лета (май-июнь) преобладает пасмурная и прохладная погода, моросит мелкий дождь. Холодное Приморское течение вызывает сильные летние туманы на побережье. Во второй половине лета (середина июля-конец сентября) чаще стоит солнечная погода, но часты тайфуны с тропическими ливнями. Ввиду высокой влажности разница температур воздуха днём и ночью летом несущественна (около 5 °C). За исключением нескольких ежегодных тайфунов ветра слабые, преобладают южные и юго-восточные, особенно в первой половине лета. Жара и похолодание летом в Находке — редкое явление. Температура в первой половине лета редко понижается до +10 °C, а в августе даже ночью температура редко опускается ниже +15 °C. В то же время дискомфортная температура выше +27…+28 °C в городе — весьма редкое явление.
Климатическое лето (период со среднесуточной температурой выше +15 °C) в Находке продолжается около 104 дней, что почти на 3 недели больше, чем во Владивостоке, расположенном в 80 км северо-западнее, и примерно соответствует по продолжительности лету в Воронеже (107 дней). В среднем лето начинается 14 июня, последний же летний день приходится на 25 сентября. Продолжительность периода со среднесуточной температурой выше 5°С в среднем составляет 210 дней, выше 10°С — 160 дней. Сумма температур воздуха за период с устойчивой температурой выше 10°С достигает 2700°С.

### Осень

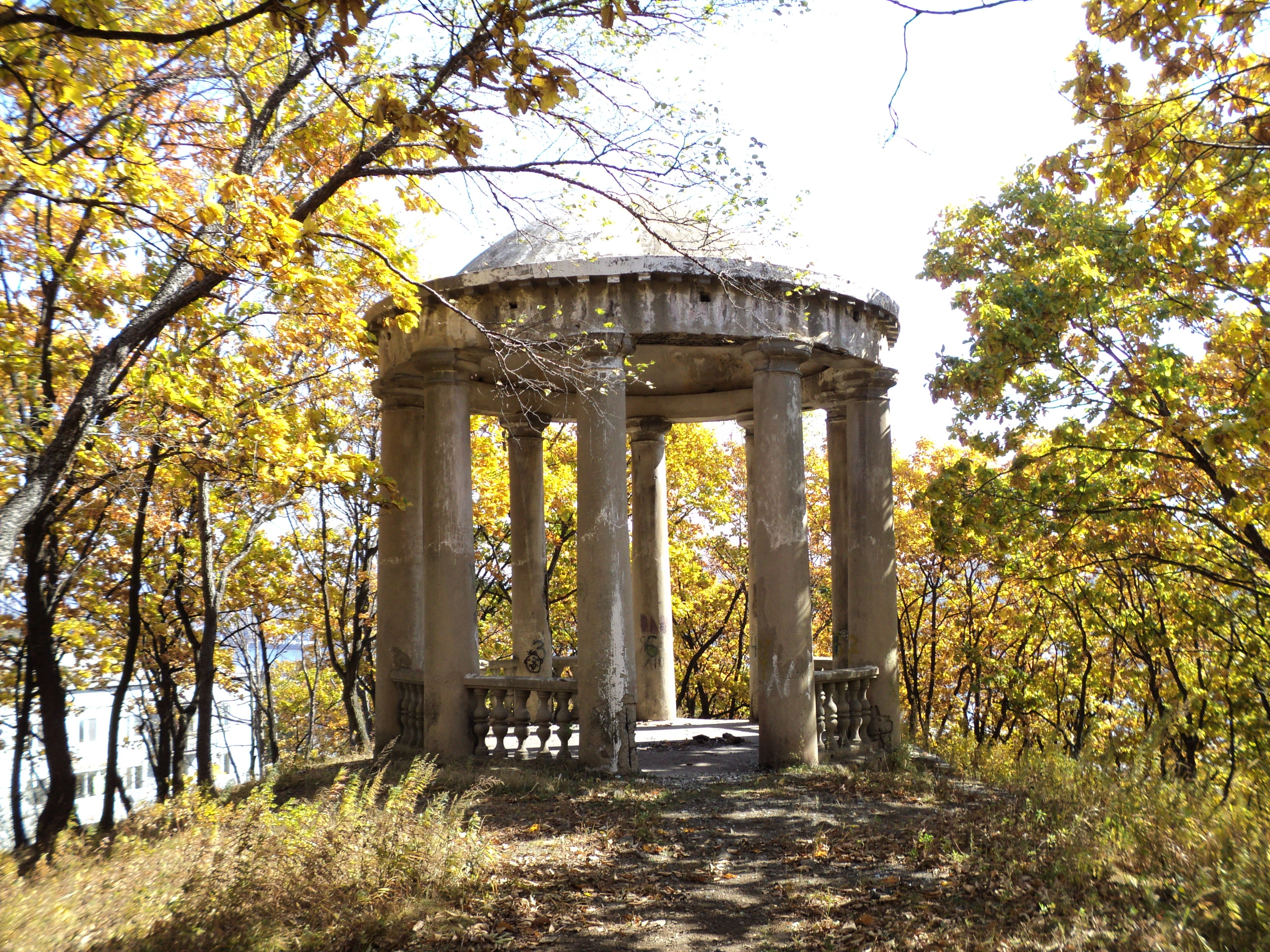
Ротонда в окружении дубов в октябре

Осень тёплая и солнечная, осадки умеренны. Тайфуны в сентябре редки. В октябре дневная температура часто достигает +20 °C, но в течение нескольких дней температура может упасть с +20 °C до 0 °C, а также выпасть снег. Листопад приходится на октябрь. Первые заморозки наступают в среднем (за период 1983-2007гг) 5 ноября (± 14 дней), а устойчивый переход за нулевую отметку — в середине ноября. К концу осени усиливаются ветра, особенно северо-западные, приносящие из континентальных районов резкое похолодание. Снежный покров устанавливается во второй половине ноября, реже — в начале декабря. Первый снег чаще всего выпадает в первой декаде ноября. В октябре снег выпадает редко и тает в течение нескольких суток.

## Опасные гидрометеорологические явления

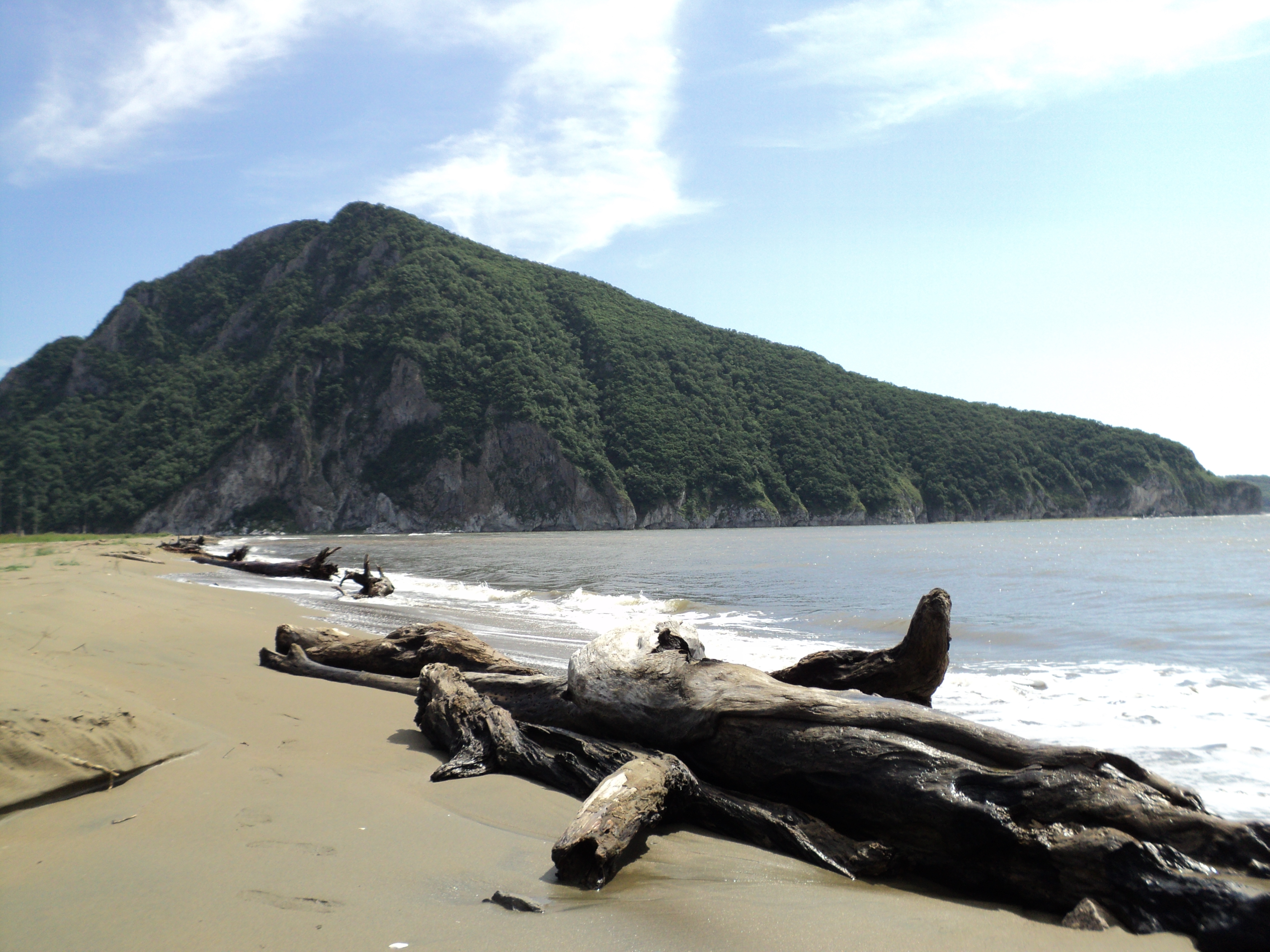
Выброшенные на берег залива деревья

Наиболее опасное природное явление в Находке — наводнение, часто вызываемое летними тайфунами. Тропические циклоны зарождаются в районе Марианских и Каролинских островов Тихого океана. Тайфуны накрывают город сильными проливными дождями, в результате которых выпадает до 2-3-х месячных норм осадков. Самый продолжительный тайфун — «Джуди» — в течение 6 суток бушевал в виде ливней и ураганного ветра в июле 1989 года. В районе мыса Поворотный во время тайфунов фиксируются ветровые волны высотой до 9,0 метров. Наводнения, вызванные тайфунами, ежегодно наносят материальный ущерб городскому хозяйству и домам частного сектора. Так, из-за тайфуна, прошедшего 7-9 августа 2001 года, было прекращено сообщение с Партизанском и Владивостоком — Находка оказалась полностью отрезанной от внешнего мира. Летом 2009 года за сутки выпала двухмесячная норма осадков, в результате чего уровень воды в Каменке поднялся на 1,5 метра и река вышла из берегов, затопив близлежащий жилой массив; из затопленных кварталов осуществлялась эвакуация людей, в городе на сутки был введён режим чрезвычайной ситуации.
Город находится в сейсмически опасной зоне с возможными землетрясениями интенсивностью до 7 баллов. Так, в 2008 и 2013 годах в 60—89 км от Находки в Японском море отмечались подземные глубококоровые толчки магнитудой 4,9—4,1, не повлёкшие цунами.
Цунами для Находки — явление редкое. Тем не менее город располагается на побережье, подверженном воздействию цунами, которые возникают в западной части Японского моря. Известно 2 случая цунами, достигших берегов Находки. Первое случилось 26 мая 1983 года спустя 1 час после землетрясения в Японском море, уровень воды в заливах Находка и Восток поднялся до 2,5 метров. Высота волн цунами превысила один метр. Второй случай цунами произошёл 13 июля 1993 года также спустя 1 час после землетрясения в Японском море. Наиболее уязвимым местом при высоком цунами считается незащищённая сопками северная часть города от мыса Шефнер до устья реки Партизанской.

## Температура воздуха
| Климатические данные из базы данных RETScreen | Климатические данные из базы данных RETScreen | Климатические данные из базы данных RETScreen | Климатические данные из базы данных RETScreen | Климатические данные из базы данных RETScreen | Климатические данные из базы данных RETScreen | Климатические данные из базы данных RETScreen | Климатические данные из базы данных RETScreen | Климатические данные из базы данных RETScreen | Климатические данные из базы данных RETScreen | Климатические данные из базы данных RETScreen | Климатические данные из базы данных RETScreen | Климатические данные из базы данных RETScreen | Климатические данные из базы данных RETScreen |
| Месяц                                         | Янв                                           | Фев                                           | Мар                                           | Апр                                           | Май                                           | Июн                                           | Июл                                           | Авг                                           | Сен                                           | Окт                                           | Ноя                                           | Дек                                           | Год                                           |
| Средняя суточная температура воздуха, °C      | −9,3                                          | −5,9                                          | −0,1                                          | 6,1                                           | 11,0                                          | 15,3                                          | 19,0                                          | 20,6                                          | 17,1                                          | 10,5                                          | -1,8                                          | −6,0                                          | 6,8                                           |
| Относительная влажность воздуха, %            | 55,6                                          | 53,7                                          | 56,8                                          | 64,3                                          | 67,7                                          | 75,0                                          | 80,8                                          | 79,3                                          | 69,2                                          | 58,7                                          | 54,3                                          | 55,7                                          | 64,3                                          |
| Сумма солнечной радиации, кВт⋅ч/м²            | 70,7                                          | 94,4                                          | 145,7                                         | 157,5                                         | 171,7                                         | 153,6                                         | 140,1                                         | 139,8                                         | 135,0                                         | 108,2                                         | 73,2                                          | 63,2                                          | 1453,1                                        |
| Скорость ветра, м/с                           | 7,9                                           | 7,5                                           | 6,0                                           | 5,7                                           | 5,0                                           | 4,8                                           | 4,7                                           | 4,5                                           | 4,7                                           | 6,2                                           | 7,1                                           | 7,6                                           | 6,0                                           |
| Температура земли, °C                         | −5,7                                          | −3,6                                          | 0,6                                           | 5,9                                           | 10,9                                          | 15,6                                          | 19,5                                          | 21,3                                          | 18,0                                          | 11,7                                          | 3,9                                           | −2,8                                          | 8,0                                           |
| --------------------------------------------- | --------------------------------------------- | --------------------------------------------- | --------------------------------------------- | --------------------------------------------- | --------------------------------------------- | --------------------------------------------- | --------------------------------------------- | --------------------------------------------- | --------------------------------------------- | --------------------------------------------- | --------------------------------------------- | --------------------------------------------- | --------------------------------------------- |

| Максимальная и минимальная среднемесячная температура за период 1983—2005 гг. | Максимальная и минимальная среднемесячная температура за период 1983—2005 гг. | Максимальная и минимальная среднемесячная температура за период 1983—2005 гг. | Максимальная и минимальная среднемесячная температура за период 1983—2005 гг. | Максимальная и минимальная среднемесячная температура за период 1983—2005 гг. | Максимальная и минимальная среднемесячная температура за период 1983—2005 гг. | Максимальная и минимальная среднемесячная температура за период 1983—2005 гг. | Максимальная и минимальная среднемесячная температура за период 1983—2005 гг. | Максимальная и минимальная среднемесячная температура за период 1983—2005 гг. | Максимальная и минимальная среднемесячная температура за период 1983—2005 гг. | Максимальная и минимальная среднемесячная температура за период 1983—2005 гг. | Максимальная и минимальная среднемесячная температура за период 1983—2005 гг. | Максимальная и минимальная среднемесячная температура за период 1983—2005 гг. |
| Месяц                                                                         | Янв                                                                           | Фев                                                                           | Мар                                                                           | Апр                                                                           | Май                                                                           | Июн                                                                           | Июл                                                                           | Авг                                                                           | Сен                                                                           | Окт                                                                           | Ноя                                                                           | Дек                                                                           |
| Самый тёплый, °C                                                              | −4,9                                                                          | −2,6                                                                          | 2,9                                                                           | 8,2                                                                           | 13,2                                                                          | 17,3                                                                          | 21,9                                                                          | 24,2                                                                          | 18,6                                                                          | 13,2                                                                          | 4,8                                                                           | −2,8                                                                          |
| Самый холодный, °C                                                            | −13,1                                                                         | −9,8                                                                          | −3,3                                                                          | 4,1                                                                           | 8,8                                                                           | 11,7                                                                          | 14,1                                                                          | 16,1                                                                          | 15,5                                                                          | 7,8                                                                           | −2,7                                                                          | −10,2                                                                         |
| ----------------------------------------------------------------------------- | ----------------------------------------------------------------------------- | ----------------------------------------------------------------------------- | ----------------------------------------------------------------------------- | ----------------------------------------------------------------------------- | ----------------------------------------------------------------------------- | ----------------------------------------------------------------------------- | ----------------------------------------------------------------------------- | ----------------------------------------------------------------------------- | ----------------------------------------------------------------------------- | ----------------------------------------------------------------------------- | ----------------------------------------------------------------------------- | ----------------------------------------------------------------------------- |

## Температура воды
| Температура воды в Находке (1977—2006 гг.) | Температура воды в Находке (1977—2006 гг.) | Температура воды в Находке (1977—2006 гг.) | Температура воды в Находке (1977—2006 гг.) | Температура воды в Находке (1977—2006 гг.) | Температура воды в Находке (1977—2006 гг.) | Температура воды в Находке (1977—2006 гг.) | Температура воды в Находке (1977—2006 гг.) | Температура воды в Находке (1977—2006 гг.) | Температура воды в Находке (1977—2006 гг.) | Температура воды в Находке (1977—2006 гг.) | Температура воды в Находке (1977—2006 гг.) | Температура воды в Находке (1977—2006 гг.) | Температура воды в Находке (1977—2006 гг.) |
| Месяц                                      | Янв                                        | Фев                                        | Мар                                        | Апр                                        | Май                                        | Июн                                        | Июл                                        | Авг                                        | Сен                                        | Окт                                        | Ноя                                        | Дек                                        | Год                                        |
| Абсолютный максимум                        | 1,0 °C                                     | 0,8 °C                                     | 3,4 °C                                     | 8,9 °C                                     | 14,2 °C                                    | 18,4 °C                                    | 23,3 °C                                    | 25,2 °C                                    | 22,5 °C                                    | 18,0 °C                                    | 12,8 °C                                    | 5,4 °C                                     | 25,2 °C                                    |
| Средняя                                    | −1,5 °C                                    | −1,5 °C                                    | −0,2 °C                                    | 3,0 °C                                     | 7,2 °C                                     | 11,9 °C                                    | 16,7 °C                                    | 19,3 °C                                    | 16,8 °C                                    | 10,4 °C                                    | 4,4 °C                                     | 0,5 °C                                     | 7,3 °C                                     |
| Абсолютный минимум                         | −1,9 °C                                    | −1,9 °C                                    | −1,8 °C                                    | −0,5 °C                                    | 1,5 °C                                     | 6,3 °C                                     | 8,6 °C                                     | 10,0 °C                                    | 8,2 °C                                     | 1,4 °C                                     | −1,1 °C                                    | −1,8 °C                                    | −1,9 °C                                    |
| ------------------------------------------ | ------------------------------------------ | ------------------------------------------ | ------------------------------------------ | ------------------------------------------ | ------------------------------------------ | ------------------------------------------ | ------------------------------------------ | ------------------------------------------ | ------------------------------------------ | ------------------------------------------ | ------------------------------------------ | ------------------------------------------ | ------------------------------------------ |

## Климатограммы
| Показатель                    | Янв.  | Фев.  | Март  | Апр. | Май  | Июнь | Июль | Авг. | Сен. | Окт. | Нояб. | Дек.  | Год   |
| ----------------------------- | ----- | ----- | ----- | ---- | ---- | ---- | ---- | ---- | ---- | ---- | ----- | ----- | ----- |
| Абсолютный максимум, °C       | 7,1   | 9,0   | 15,4  | 22,8 | 23,2 | 30,7 | 31,6 | 33,5 | 28,2 | 23,5 | 15,4  | 8,8   | 33,5  |
| Средний суточный максимум, °C | −5,5  | −2,7  | 3,8   | 10,6 | 14,1 | 19,1 | 22,5 | 24,3 | 19,6 | 13,0 | 4,4   | −2,9  | 10,0  |
| Средняя температура, °C       | −10,5 | −7,2  | −0,7  | 5,8  | 10,5 | 14,6 | 19,0 | 20,8 | 16,3 | 8,9  | 0,2   | −7,5  | 5,9   |
| Средний суточный минимум, °C  | −14   | −10,9 | −4,3  | 3,1  | 8,2  | 12,3 | 17,0 | 18,6 | 12,9 | 4,9  | −4,4  | −11,1 | 2,7   |
| Абсолютный минимум, °C        | −24,5 | −22,1 | −15,2 | −5,1 | 1,2  | 5,5  | 11,1 | 12,1 | 2,8  | −7   | −18,1 | −22   | −24,5 |
| Источник: ЕСИМО               |       |       |       |      |      |      |      |      |      |      |       |       |       |

| Показатель                                 | Янв.  | Фев.  | Март  | Апр. | Май  | Июнь | Июль | Авг. | Сен. | Окт. | Нояб. | Дек.  | Год   |
| ------------------------------------------ | ----- | ----- | ----- | ---- | ---- | ---- | ---- | ---- | ---- | ---- | ----- | ----- | ----- |
| Абсолютный максимум, °C                    | 5,6   | 8,4   | 15,6  | 22,3 | 25,8 | 31,3 | 33,3 | 34,0 | 29,1 | 22,3 | 17,3  | 9,9   | 34,0  |
| Средний суточный максимум, °C              | −6,2  | −3    | 2,7   | 9,4  | 14,5 | 18,8 | 22,2 | 23,6 | 20,0 | 13,5 | 4,8   | −2,8  | 9,9   |
| Средняя температура, °C                    | −9,3  | −5,9  | −0,1  | 6,1  | 11,0 | 15,3 | 19,0 | 20,6 | 17,0 | 10,5 | 1,8   | −6    | 6,8   |
| Средний суточный минимум, °C               | −12,2 | −8,8  | −3    | 2,8  | 7,8  | 12,3 | 16,2 | 17,9 | 14,2 | 7,7  | −0,8  | −8,7  | 3,9   |
| Абсолютный минимум, °C                     | −23,7 | −22,9 | −15,1 | −5   | 0,2  | 5,5  | 8,8  | 11,8 | 5,0  | −3   | −15,5 | −21,1 | −23,7 |
| Норма осадков, мм                          | 38    | 32    | 37    | 44   | 71   | 102  | 141  | 141  | 105  | 58   | 51    | 40    | 860   |
| Источник: Метеостатистика Приморского края |       |       |       |      |      |      |      |      |      |      |       |       |       |

## Метеонаблюдение
Регулярные наблюдения за погодными явлениями в Находке начались в 1864 году — с основания на мысе Астафьева военного гидрографического поста. Первым наблюдателем поста был Виноградов. Журналы наблюдений этого периода не сохрались. В 1877 году открыт метеопост на мысе Поворотном. Постоянно действующая метеостанция «Находка» была создана 5 августа 1931 года на острове Новицкого (ныне мыс Шефнера). В 1937 году на некоторое время переносилась на мыс Астафьева. С 1967 года — гидрометеорологическое бюро «Находка». В 2009 году преобразовано в морскую метеорологическую станцию. Станция разместилась в Административном городке, штат станции — 8 человек. Ведёт наблюдение за погодой и изменениями на море. Располагает 3 автоматическими метеопостами III разряда на мысах Астафьева, Каменского и Поворотный. Действует автоматизированный пост наблюдения за уровнем моря для предупреждения цунами. Станция даёт прогноз погоды на сутки. Сообщение о приближении цунами поступает в Находку непосредственно из Гидрометцентра Примгидромета.